# Лехбрук на Језеру
Лехбрук на Језеру (њем. Lechbruck am See) општина је у њемачкој савезној држави Баварска. Једно је од 45 општинских средишта округа Осталгој. Према процјени из 2010. у општини је живјело 2.511 становника. Посједује регионалну шифру (AGS) 9777147.

## Географски и демографски подаци
Лехбрук на Језеру се налази у савезној држави Баварска у округу Осталгој. Општина се налази на надморској висини од 737 метара. Површина општине износи 17,2 km². У самом мјесту је, према процјени из 2010. године, живјело 2.511 становника. Просјечна густина становништва износи 146 становника/km².